# 名古屋市立本城中学校
名古屋市立本城中学校（なごやしりつ ほんじょうちゅうがっこう）は、愛知県名古屋市南区鳥山町三丁目にある公立中学校。通称は「本中（ほんちゅう）」あるいは「本城（ほんじょう）」。

## 歴史

### 沿革
- 1947年（昭和22年）4月1日 - 開校[WEB 1]。当初は名古屋市立笠寺小学校に併設されていた。
- 1949年（昭和24年） - 校舎を新築し、移転[WEB 1]。
- 1950年 (昭和25年) - 優良施設校として愛知県教育委員会から表彰を受ける[WEB 1]。
- 1951年（昭和26年） - 運動場竣工[WEB 1]。校歌制定[WEB 1]。
- 1959年（昭和34年）9月26日 - 伊勢湾台風[WEB 1]。避難住民約42,000名を1ヶ月間収容[WEB 1]。
- 1961年（昭和36年） - 旧鉄筋校舎が竣工[WEB 1]。
- 1967年（昭和42年） - 体育館兼講堂が竣工[WEB 1]。
- 1972年（昭和47年） - プール竣工[WEB 1]。
- 1977年（昭和52年） - 全校舎鉄筋化完成[WEB 1]。
- 1978年（昭和53年） - 校歌碑完成[WEB 1]。
- 1982年（昭和57年） - 中校舎、クラブハウス完成[WEB 1]
- 1987年（昭和62年） - 格技場と屋上プール竣工、創立40周年[WEB 1]
- 1992年（平成4年） - コンピュータ室完成[WEB 1]
- 1993年（平成5年） - メイングラウンドにグリーンサンド導入。
- 1996年（平成8年） - ランチルーム工事完了[WEB 1]。
- 1998年（平成10年） - コミュニティルーム・カウンセリングルーム完成[WEB 1]。
- 2004年（平成16年） - 北校舎、体育館耐震補強工事[WEB 1]。
- 2005年（平成17年） - 南校舎西側震補強工事[WEB 1]。
- 2022年（令和4年）‐ 体育館工事

### 校名と校章の由来
昔、笠寺小学校の場所に星崎城があり、そばに本城町という町があったことから名付けられた。
本当は「もとしろ」と言うが、言いにくいため「ほんじょう」として名付けられた。

### 生徒数の変遷
『愛知県小中学校誌』（1998年）、『本城中学校 入学説明会資料』（2023年）によると、生徒数の変遷は以下の通りである。
| 1947年（昭和22年） | 622人   |  |
| 1957年（昭和32年） | 1,148人 |  |
| 1967年（昭和42年） | 899人   |  |
| 1977年（昭和52年） | 1,190人 |  |
| 1987年（昭和62年） | 1,357人 |  |
| 1997年（平成9年）  | 798人   |  |
| 2021年（令和3年）  | 535人   |  |
| 2023年（令和5年）  | 546人   |  |

## 学級数
2023年時点での学級数は以下の通りである。
- 第1学年 - 6クラス
- 第2学年 - 5クラス
- 第3学年 - 5クラス
- 特別支援学級 - ２クラス

## 学校教育内容
本城中学校では努力主題点を「自分の人生を仲間とともに、主体的に歩むことができる生徒の育成」と定めている。
- 主題「仲間とともに」の重点事項・具体化

すべての活動の基本となる仲間を大切にし、一人ひとりの個性や存在を認め・尊重しあい、協同・協働の精神で学校生活を取り組ませている。
- 主題「主体的に歩む」の重点事項・具体化

明確な目標をもち自らの課題解決に向け、積極的に、粘り強く、工夫しながら取り組ませている。また、自ら学び、自ら考え、自ら判断して学校生活に取り組ませている。
以下の表は各学年ごとの学習する教科と1週間当たりの時間数である。また、教科担任制を実施しており教科ごとに担任が変更となる。なお、１年生の音楽と美術は各週実施を基本とし年間単位で授業時数を変更する。
| 学年＼教科 | 国語 | 社会 | 数学 | 理科 | 音楽 | 美術 | 保健体育 | 技術・家庭 | 英語 | 総合 | 道徳 | 特別活動 | 計   |
| ---------- | ---- | ---- | ---- | ---- | ---- | ---- | -------- | ---------- | ---- | ---- | ---- | -------- | ---- |
| １         | ４   | ３   | ４   | ３   | 1.3  | 1.3  | ３       | ２         | ４   | 1.4  | １   | １       | ２９ |
| ２         | ４   | ３   | ３   | ４   | １   | １   | ３       | ２         | ４   | ２   | １   | １       | ２９ |
| ３         | ３   | ４   | ４   | ４   | １   | １   | ３       | １         | ４   | ２   | １   | １       | ２９ |

## 学校生活

### 時間帯
基本となる50分帯授業と45分帯授業、テスト日変則時間割等がある。

### スクールランチ
昼食にはスクールランチを導入している。スクールランチは4種類（ランチルーム用２種類、ランチボックス用２種類）のメニューを生徒は選択することができる。また、生徒は弁当を持参するか、スクールランチを食べるか選択することができる。

### 部活動
生徒希望により、部活動に所属することができ、放課後に活動を行う。一部の部活動は休日も活動を行う場合がある。部活動は年度ごとに更新され、新年度の状況に応じ、存続や募集しない場合がある。
| 男女参加の有無＼部活動 | ジャズオーケストラ部 | 美術部 | ソフトテニス部 | 卓球部 | バレーボール部 | 野球部 |
| ---------------------- | -------------------- | ------ | -------------- | ------ | -------------- | ------ |
| 男子生徒               | 〇                   | 〇     | ×              | 〇     | ×              | 〇     |
| 女子生徒               | 〇                   | 〇     | 〇             | 〇     | 〇             | 〇     |
| 種類                   | 文化部               | 文化部 | 運動部         | 運動部 | 運動部         | 運動部 |

部活動終了時刻は原則として3～9月は午後6時、10月と2月は午後5時30分、11月～1月は午後5時と定めている。

## 通学区域
以下の小学校区。星崎小学校の学区の一部の生徒はバス通学が可能である。なお、登下校時の交通事故防止のため自転車通学は禁止されている。
- 名古屋市立笠寺小学校
- 名古屋市立笠東小学校
- 名古屋市立星崎小学校

## アクセス
学校へのアクセス手段として、鉄道利用であれば名鉄名古屋本線本笠寺駅より徒歩10分、JR東海道本線笠寺駅より徒歩13分で到着が可能であるとしている。また、バス利用であれば、名古屋市営バス「本城中学前」停留所より徒歩2分。「本城中学前」停留所には、笠寺11号系統・新瑞13号系統・新瑞14号系統・南巡回系統がそれぞれ停車する。

## 著名な出身者
- 伊藤渉 - 財務副大臣
- 松下由樹 - 女優

### WEB
1. 1 2 3 4 5 6 7 8 9 10 11 12 13 14 15 16 17 18 19  “沿革史”.   名古屋市立本城中学校. 2018年10月21日閲覧。
2. 1 2  “学校紹介＆アクセス”.   名古屋市立本城中学校. 2018年10月21日閲覧。
3. ↑  “本城中学前”.   名古屋市交通局. 2018年10月21日閲覧。